# 氰酸盐

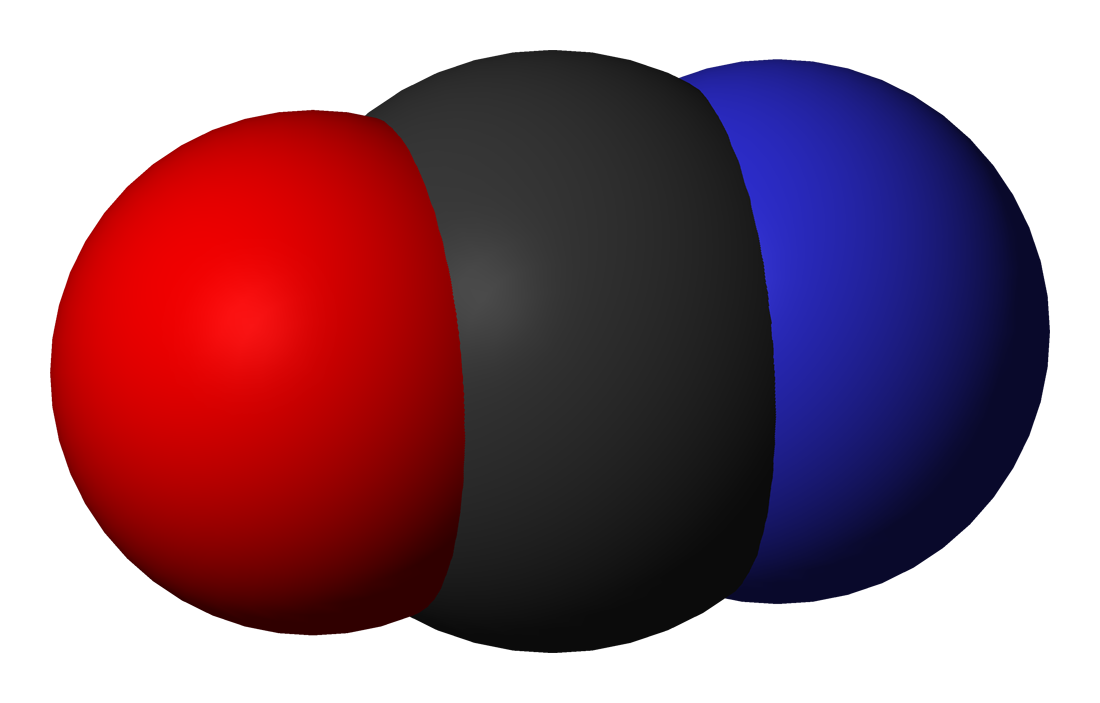
氰酸根离子的空间填充模型。

氰酸盐是氰酸根离子OCN−的盐，负电荷主要在氮原子上。例如氰酸钾KOCN。
氰酸酯是含有OCN官能团的有机化合物。
氰酸根离子具有以下两个共振式：

因此共振杂化体可以下式表示：

氰酸根离子与二氧化碳是等电子体，也为直线型结构。与氰离子相比，氰酸根离子毒性非常低，很多情况下都是将剧毒的氰化物氧化成微毒的氰酸盐处理掉，常使用高锰酸盐作为氧化剂。
亲核取代反应中，氰酸根离子是两位亲核试剂，既可在氧端进攻生成氰酸酯R-OCN（少），也可于氮端进攻生成异氰酸酯R-NCO（主要）。芳基氰酸酯（C6H5OCN）可用酚与氯化氰在碱存在下反应制备。  
雷酸根离子[ONC]−是氰酸根离子的結構異構體。